# Dagboek van een verleider
Dagboek van een verleider is een hoorspel naar het filosofische hoofdwerk Enten-Eller (Of/Of) van Søren Kierkegaard. Het werd in een bewerking van Max Gundermann als Das Tagebuch eines Verführers op 20 januari 1961 door Radio Bremen uitgezonden. De NCRV zond het uit op 29 april 1963 (met een herhaling op vrijdag 20 september 1968). De vertaling was van Jacoba M. de Groot-Vreugdenhil en de regisseur was Wim Paauw. De uitzending duurde 87 minuten.

## Rolbezetting
- Dick Scheffer (Johannes Raaberg)
- Manon Alving (Cordelia Wahl)
- Els Bouwman (mevrouw Wahl, tante Jette)
- Johan Wolder (Niels Borup)
- Nora Boerman (mevrouw Jansen)
- Irene Poorter (Christine Jansen)
- Joke Hagelen (huishoudster)
- Elly den Haring (verkoopster)

## Inhoud
Johannes vertelt hoe hij het meisje Cordelia het hof maakt, een relatie met haar aangaat, zich zelfs met haar verlooft. Toch is zijn doel daarbij niet om met Cordelia een huwelijk aan te gaan, nee, hij wil haar voeren ‘naar de toppen van de hartstocht’. Als hij haar daar eenmaal gebracht heeft en zij zich in volkomen overgave aan hem heeft gegeven, is het voor hem genoeg geweest en stoot hij haar af. Het enige wat hem lijkt te drijven op zijn veroveringstocht lijkt onmiddellijk zingenot te zijn, maar dan wel in zijn meest gesublimeerde vorm. De esthetische benadering van het leven (waarvan deze vertelling een neerslag is) ontbeert dan ook continuïteit en duurzaamheid…